# طيفي (فلم)
طيفي (بالإنجليزية: Spectral) فيلم خيال علمي عسكري أمريكي. إخراج نيك ماثيو. بطولة جيمس بادج دايل، ماكس مارتيني، إميلي مورتيمر، وبروس غرينوود. عرض على نتفليكس في 9 ديسمبر، 2016.

## الممثلين
- جيمس بادج دايل بدور الدكتور مارك كلاين
- ماكس مارتيني بدور الرائد سيشنز؛ قائد فريق دلتا فورس
- إميلي مورتيمر بدور فران ماديسون؛ ضابط في وكالة الإستخبارات الأمريكية
- بروس غرينوود بدور الفريق الأول أورلاند

## وصلات خارجية
- طيفي على نتفليكس
- طيفي على الطماطم الفاسدة
- مقالات تستعمل روابط فنية بلا صلة مع ويكي بيانات

لا توجد روابط لمواقع التواصل الاجتماعي.